# Louis François Boisrond-Jeune
Pour les articles homonymes, voir Boisrond.
Louis François Boisrond-Jeune, né à Saint-Joseph d'Orbek le 16 décembre 1753, décédé le 11 avril 1800 à Paris, homme politique français, député de Saint-Domingue du 14 octobre 1795 au 26 décembre 1799.

## Sources
- « Louis François Boisrond-Jeune », dans Adolphe Robert et Gaston Cougny, Dictionnaire des parlementaires français, Edgar Bourloton, 1889-1891 [détail de l’édition]